# 東方燃氣
東方燃氣集團有限公司，簡稱東方燃氣集團，以及東方燃氣（英語：Dong Fang Gas Holdings Limited，港交所除牌時0432.HK），於2003年3月19日，由友聯建築材料國際集團有限公司更名而來。
該曾經營中國內地燃氣和建築材料，當時是德祥企業集團有限公司旗下，最後由於所有效益未能兌現，故此在2004年被電訊盈科把旗下數碼港、北京盈科中心、電訊盈科中心、其它投資物業和相關物業及設施管理公司等注入。5月10日，更名為盈科大衍地產發展有限公司。

## 連結
- pcpd.com （页面存档备份，存于）